# مارت فـان دورن
مارت فـان دورن (بالهولندية: Martin van Duren)‏ هو لاعب كرة قدم هولندي في مركز الهجوم، ولد في 27 أكتوبر 1964 في نايميخن في هولندا. لعب مع نادي آيندهوفن.